# Тишлер, Миха
Миха Тишлер (словен. Miha Tišler, 18 сентября 1926, Любляна — 25 марта 2021) — словенский химик, профессор химии на факультете естественных наук и технологий в Любляне, Словения. Член-корреспондент Хорватской академии наук и искусств (1979).
Тишлер был автором 50 книг и монографий по химии гетероциклических соединений и был удостоен звания кавалера ордена Святого Григория Великого. 
Миха Тишлер родился 18 сентября 1926 года в Любляне. В 1955 году он был назначен профессором химии Люблянского университета. В 1977 году получил премию Кидрича. С 1978 по 1980 год он занимал пост президента Международного общества гетероциклической химии.
Его жена Вида Тишлер (урождённая Кухель, 1931–2014) также была химиком, профессором органической химии на факультете химии и химической технологии в Любляне. 
Награждён Орденом Труда с Серебряным венком, после обретения независимости в 1995 году получил почётное звание Посла Республики Словения в области науки, а в 2005 году – Премию Цойса за жизненные заслуги.